# Paolo Bagellardo
Paolo Bagellardo, Bagellardus Pál (Fiume,  – Padova, 1490-es évek) olasz orvos.

## Munkái
- Libellus de infantium aegritudinibus ac remediis. Patavii, 1471. (Újra nyomatott Uo. 1487.)
- De aerumnis infantium. Venetii, 1487.
- De aegritudinibus infantium et morbis puerorum, cum appendice Petri Tolleti. Lugduni, 1538.
- De universalis morbi articularis praecautio et curatio. Uo. 1538.
- Parastatis de prandii et caena ratione. Uo. 1538.